# Août 1915

## Événements
- Reprise des mouvements de grève en Russie. Crise politique. Formation du « Bloc progressiste » à la Douma, réunissant 2/3 des députés.  Nicolas II prend en personne le commandement des armées le 5 septembre.
- 5 août : 
  - Ouverture à Washington d’une conférence latino-américaine sur la question de l’instabilité politique du Mexique. Une commission représentant huit pays latino-américains et les États-Unis reconnaît Carranza comme l’autorité légale du Mexique. Les chefs rebelles, à l’exception de Villa, baissent les armes.
  - Les troupes allemandes prennent Varsovie, Lublin et Chełm.
  - Bataille de Kefken en mer Noire.
- 6 août : élections au Manitoba, les libéraux de Tobias Crawford Norris conservent le pouvoir.
- 15 août : Marcel Duchamp à New York.
- 18 - 20 août : l'insurrection ovambo est écrasé par les Portugais à la bataille de Mongua dans le sud de l'Angola.
- 21 août : l’Italie déclare la guerre à l’Empire ottoman.
- 22 - 29 aout : le 11e congrès mondial d’espéranto a lieu à San Francisco, pour éviter l’Europe prise entre plusieurs feux.
- 23 août : 
  - Repoussés sur Brest-Litovsk, les Russes abandonnent la ligne du Bug. La Pologne est aux mains des empires centraux.
  - Eleftherios Venizelos forme un nouveau gouvernement en Grèce.
- 26 août, France : la Chambre vote les nouveaux crédits militaires.
- 30 août : Mac-Mahon approuve « l’indépendance de l’Arabie » mais repousse la fixation des frontières à la fin de la guerre.
- 31 août : décès d'Adolphe Pégoud, mort au combat.

## Naissances
- 19 août : Alphonse Antoine, coureur cycliste français († 11 novembre 1999).
- 22 août :
  - Jacques Flynn, sénateur provenant du Québec († 21 septembre 2000).
  - James Hillier, inventeur († 15 janvier 2007).
- 23 août : Antonio Innocenti, cardinal italien, préfet émérite de la Congrégation pour le clergé († 6 septembre 2008).
- 24 août : Wynonie Harris, chanteur de blues et de rhythm and blues américain († 14 juin 1969).
- 29 août : Ingrid Bergman, actrice de cinéma suédoise († 29 août 1982).

## Décès
- 9 août : Peter Bücken, peintre allemand (° 16 mars 1830).
- 19 août : Serafino Vannutelli, cardinal italien (° 26 novembre 1834).
- 23 août : Eugène Ducretet, ingénieur, pionnier français de la radio[1].